# Młodzieżowe Indywidualne Mistrzostwa Polski na Żużlu 1967
Młodzieżowe Indywidualne Mistrzostwa Polski na Żużlu 1967 – zawody żużlowe, mające na celu wyłonienie medalistów młodzieżowych indywidualnych mistrzostw Polski w sezonie 1967. Składały się z dwóch półfinałów, rozegranych w Toruniu i Lublinie oraz turnieju finałowego, który odbył się w Bydgoszczy w dniu 30 września 1967 roku. W zawodach startowali zawodnicy, którzy nie ukończyli 25. roku życia. Złoty i srebrny medal zdobyli żużlowcy Unii Leszno (w dodatkowym biegu Zbigniew Jąder pokonał Zdzisława Dobruckiego), a na najniższym stopniu podium stanął Bogdan Szuluk z Torunia.

## Finał
- Bydgoszcz, 30 września 1967

| Msc. | Zawodnik           | Klub        | Pkt   |             |  |
| ---- | ------------------ | ----------- | ----- | ----------- |  |
| 1    | Zbigniew Jąder     | Leszno      | 13 +3 | (3,2,3,2,3) |  |
| 2    | Zdzisław Dobrucki  | Leszno      | 13 +2 | (2,3,2,3,3) |  |
| 3    | Bogdan Szuluk      | Toruń       | 12    | (3,1,3,3,2) |  |
| 4    | Stanisław Chorabik | Tarnów      | 11    | (3,d,2,3,3) |  |
| 5    | Piotr Bruzda       | Wrocław     | 10    | (1,3,3,3,u) |  |
| 6    | Jerzy Łotocki      | Częstochowa | 9     | (2,3,1,1,2) |  |
| 7    | Benedykt Kosek     | Bydgoszcz   | 8     | (3,3,1,u,1) |  |
| 8    | Emil Jakubowski    | Krosno      | 8     | (2,2,2,0,2) |  |
| 9    | Stanisław Kowalski | Toruń       | 8     | (2,2,2,1,1) |  |
| 10   | Stanisław Kasa     | Bydgoszcz   | 6     | (1,2,1,2,u) |  |
| 11   | Jerzy Dobrzański   | Bydgoszcz   | 5     | (0,0,1,1,3) |  |
| 12   | Zdzisław Hap       | Krosno      | 5     | (1,0,1,2,1) |  |
| 13   | Antoni Masłowski   | Rybnik      | 4     | (d,1,3,u,–) |  |
| 14   | Bogumił Brzeziński | Bydgoszcz   | 3     | (0,1,0,2,u) |  |
| 15   | Tadeusz Rak        | Częstochowa | 3     | (1,1,0,1,0) |  |
| 16   | Jan Ząbik          | Toruń       | 0     | (0,d,–,–,–) |  |